# ديفيد ستيوارت (سياسي)
ديفيد ستيوارت (بالإنجليزية: David Stewart) هو سياسي بريطاني، ولد في 5 مايو 1956 في المملكة المتحدة. حزبياً، نشط في حزب العمال الاسكوتلندي ‏ وحزب العمال.

## مناصب
- في الانتخابات العامة في المملكة المتحدة 1997 [الإنجليزية]‏، انتخب عضو البرلمان الثاني والخمسون للمملكة المتحدة عن دائرة Inverness East, Nairn and Lochaber (UK Parliament constituency) [الإنجليزية]‏ وقد انضم خلال فترته النيابية ‏ (1 مايو 1997 – 14 مايو 2001) للكتلة البرلمانية حزب العمال.
- في الانتخابات العامة في المملكة المتحدة 2001، انتخب عضو برلمان المملكة المتحدة الـ53 عن دائرة Inverness East, Nairn and Lochaber (UK Parliament constituency) [الإنجليزية]‏ وقد انضم خلال فترته النيابية ‏ (7 يونيو 2001 – 11 أبريل 2005) للكتلة البرلمانية حزب العمال.
- في 2016 Scottish Parliament election [الإنجليزية]‏، انتخب Member of the 5th Scottish Parliament ‏ عن دائرة Highlands and Islands (Scottish Parliament electoral region) [الإنجليزية]‏ وقد انضم خلال فترته النيابية [الإنجليزية]‏ (5 مايو 2016 – ) للكتلة البرلمانية حزب العمال الاسكوتلندي [الإنجليزية]‏.
- في الانتخابات النيابية العمومية الاسكتلندية 2011 [الإنجليزية]‏، انتخب عضو البرلمان الاسكتلندي الرابع ‏ عن دائرة Highlands and Islands (Scottish Parliament electoral region) [الإنجليزية]‏ وقد انضم خلال فترته النيابية [الإنجليزية]‏ (5 مايو 2011 – 24 مارس 2016) للكتلة البرلمانية حزب العمال الاسكوتلندي [الإنجليزية]‏.
- في الانتخابات النيابية العمومية الاسكتلندية 2007 [الإنجليزية]‏، انتخب عضو البرلمان الاسكتلندي الثالث ‏ عن دائرة Highlands and Islands (Scottish Parliament electoral region) [الإنجليزية]‏ وقد انضم خلال فترته النيابية [الإنجليزية]‏ (3 مايو 2007 – 22 مارس 2011) للكتلة البرلمانية حزب العمال الاسكوتلندي [الإنجليزية]‏.

## وصلات خارجية
- الموقع الرسمي